# Porfirio Díaz
José de la Cruz Porfirio Díaz Mory (15. september 1830 – 2. juli 1915) var en diktator, som (bortset fra en fireårig periode) regerede Mexico fra 1876 til 1911.
Díaz var mestits, født i Oaxaca i en fattig familie. Efter korte jurastudier gik han militærvejen, sluttede sig til det liberale parti og kæmpede i de forskellige borgerkrige. Specielt under den franske intervention i 1860’erne udmærkede han sig ved dygtighed, og det skyldes bl.a. hans ledelse, at modstanden blev nedkæmpet. Disse år skabte ham et ry som krigshelt. Han havde oprindelig stået præsident Benito Juárez ret nær, men efter 1867 kølnedes forholdet, formentlig fordi denne frygtede hans magtstilling i hæren. Efter et valgnederlag 1871 og et mislykket kupforsøg måtte Díaz flygte til USA, men han havde mange tilhængere i Mexico, og 1876 fordrev han efter en kort borgerkrig Juárez’ efterfølger og tog selv magten.
Díaz’ magtperiode, ofte kaldet el Porfiriato, varede 35 år (1876-1911). Han valgtes til præsident i første omgang, indsatte en stråmand indtil hans egen diktatorstilling var sikret og lod sig derefter regelmæssigt ”genvælge” imod reglerne. Formelt var han liberal, men reelt var de konservative med hans magtovertagelse kommet tilbage ad bagvejen. Både over for kirken og godsejerne førte han en velvillig politik. Han accepterede f.eks. gejstlighedens erhvervelse af ejendomme, men håndhævede samtidig officielt de antikirkelige love og havde derfor kirken på sin side. Godsejerne overtog i vidt omfang den herreløse jord som bønderne ikke havde råd til at købe efter de gamle fællesbrugs opløsning, og der skabtes derfor store godskoncentrationer. Vigtigst var det, at han skabte lov og orden efter mange års borgerkrige. Alle oprør blev slået brutalt ned og der indførtes et landgendarmeri til at holde øje med alle oprørstendenser. Samtidig svækkede han eventuelle rivaler i hær og administration ved ustandselig at forflytte dem og holdt således også militæret i et fast greb.
Den store nyskabelse i Díaz' regering var moderniseringen. Under hans styre begyndte industrialisering og kapitalisering at gøre sig gældende. Gennem lov-og-orden-politikken blev udenlandske selskaber, især nordamerikanske, fristet til at investere i Mexico og flere frugt og handelskompagnier etableredes i landet. Samtidig udbyggedes vejnet og havne, således at transportmulighederne til udlandet blev langt større end før. Storbyerne – især Mexico City og Veracruz – gennemgik en sanering og modernisering nærmest efter fransk forbillede, og fra begyndelsen af 1900-tallet stod Mexico på overfladen som en moderne, velfungerende og økonomisk dynamisk stat.
Medaljens bagside var en voldsom social skævhed. Moderniseringen kom hovedsagelig udenrigshandelen til gode, mens landdistrikterne forblev fattige og tilbagestående. Godsejernes magtudvidelse øgede proletariseringen af bønderne, og de udenlandske selskabers udbytning af dårligt betalt arbejdskraft førte efterhånden til helt urimelige lønforhold. Samtidig forsømte Díaz i flere henseender sider af Mexicos råstoffer, bl.a. asfaltproduktionen, hvor landet tidligere havde været selvforsynende. Skønt Díaz’ styre var mindre terroristisk end flere andre samtidige latinamerikanske diktaturer, slog han jernhårdt ned på al modstand, og arbejdslejre skød op rundt om i landet. Mod slutningen af hans regering var de sociale spændinger på landet derfor vokset eksplosivt.
I 1890’erne søgte Díaz at modernisere sit styre ved at ansætte en form for hjernetrust, kaldet ”los scientíficos” (de videnskabelige), en kreds af liberal-konservative økonomer og akademikere som leverede en slags ideologisk begrundelse for diktaturet. Vigtigst var finansministeren José Limantour, som i diktatorens senere år fungerede som hans højre hånd. Denne gruppe søgte at fremstille regimet som et hårdt men nødvendigt styre for at opdrage den uvidende befolkning og reformere det tilbagestående land
Efter 1900 voksede imidlertid en stærk opposition frem mod Díaz også i overklassen, dels blandt godsejere som følte sig forfordelt, dels blandt kredse som var utilfredse med USA's stærke indflydelse i landet. Denne opposition førte til sidst til styrets fald. Den samlede sig om den moderat-liberale politiker Francisco Madero som stillede op til præsidentvalget 1908, hvor han ganske vist tabte, men snart flygtede til USA og samlede oppositionen om sig. Det udløste 1910 revolutionen. Díaz, som på dette tidspunkt synes alderdomssvækket, kunne ikke beherske situationen, især ikke da bønder og arbejdere under Villa og Zapata rejste et virkeligt oprør, og foråret 1911 trådte han efter stærkt pres tilbage og flygtede til Frankrig, hvor han døde som en velhavende mand.